# Kléber (Métro Paris)

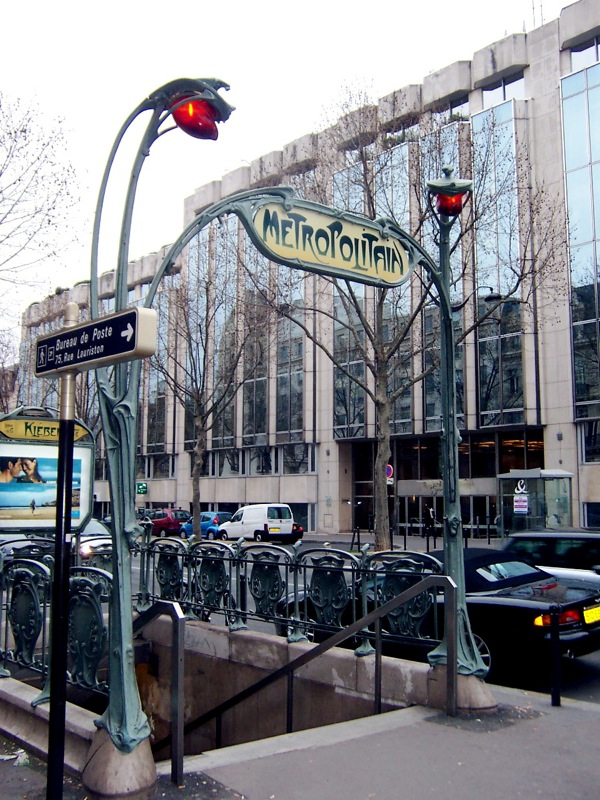
Von Hector Guimard entworfener westlicher Jugendstil-Zugang

Kléber [klebɛʁ] ist eine unterirdische Station der Linie 6 der Pariser Métro.

## Lage
Der U-Bahnhof befindet sich im Quartier de Chaillot des 16. Arrondissements von Paris. Er liegt längs unter der Avenue Kléber unweit der Place Charles-de-Gaulle.

## Name
Namengebend ist die Avenue Kléber. Der Architekt und spätere General Jean-Baptiste Kléber (1753–1800) besiegte in der Schlacht von Heliopolis in Ägypten das zahlenmäßig weit überlegene osmanische Heer.

## Geschichte
Die Station wurde am 2. Oktober 1900 in Betrieb genommen, als der Abschnitt von Étoile (seit 1970: Charles de Gaulle – Étoile) bis Trocadéro als erster Abschnitt der damaligen Linie 2 Sud eröffnet wurde. Am 14. Oktober 1907 wurde die bis dahin eigenständige, seit dem 24. April 1906 bis Place d’Italie führende Linie 2 Sud aufgegeben und deren Strecke zum südwestlichen Endabschnitt der Linie 5 (Étoile – Gare du Nord). Am 6. Oktober 1942 wurden die Linienverläufe erneut geändert, sodass seitdem die Linie 6 an der Station verkehrt.
In den frühen 1970er Jahren wurde die Station grundlegend umgebaut. Beiderseits der bisherigen Station entstand jeweils ein weiteres Streckengleis mit einem linksseitigen Bahnsteig. Die Gleise wurden für den Verkehr mit gummibereiften Zügen umgerüstet.

## Beschreibung

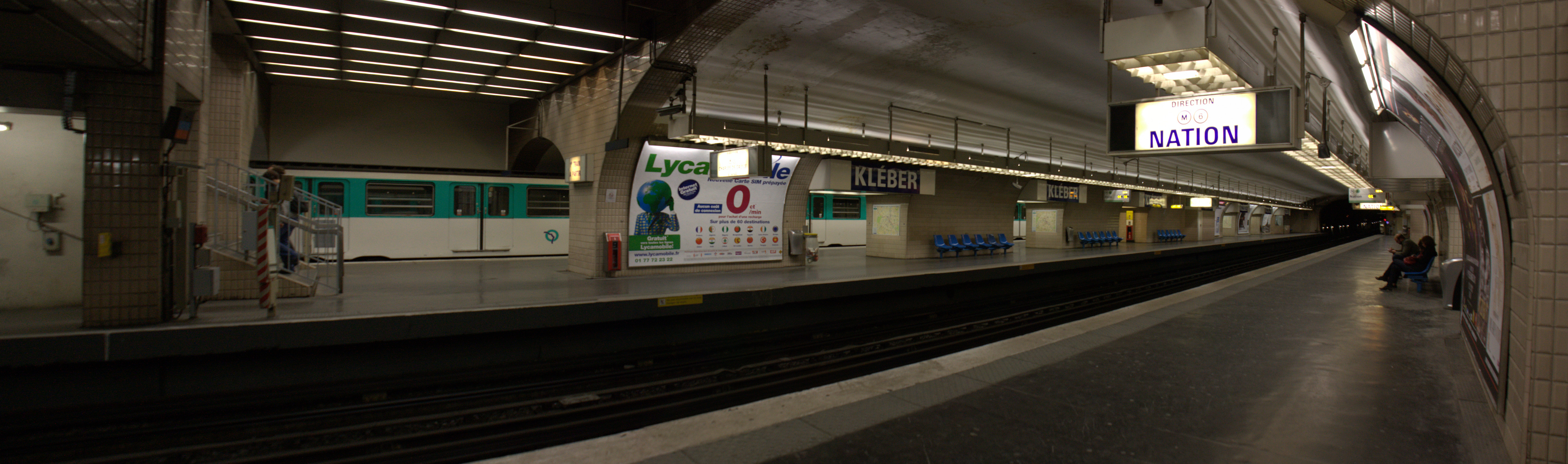
Gewölbte ursprüngliche Halle mit durchbrochenen Seitenwänden, im Hintergrund das neue Gleis in Richtung Charles de Gaulle – Étoile

Ursprünglich handelte es sich um eine Métrostation in der in Paris häufig ausgeführten Bauweise mit elliptischen, gefliesten Deckengewölben, deren Seitenbahnsteige an zwei Streckengleisen lagen. Da die Kapazität der nahen eingleisigen Endstation Charles de Gaulle – Étoile nicht erhöht werden konnte, wurde die Station Kleber erweitert.
Die Bahnsteige an den beiden neu angelegten Gleisen wurden über große Mauerdurchbrüche mit den Seitenbahnsteigen der alten Station so verbunden, dass nun faktisch zwei Mittelbahnsteige an je zwei Streckengleisen liegen. Um den zügigen Durchlauf der Züge an der Endstation Charles de Gaulle – Étoile, die nur einen Bahnsteig innerhalb der Wendeschleife der Linie 6 hat, zu gewährleisten, werden die Züge hier wieder an den Zeittakt angepasst. Dazu stehen sie eine gewisse Zeit still, sodass es vorkommen kann, dass mehrere Züge in der Station stehen und auf die Weiterfahrt warten.
Von Charles de Gaulle – Étoile kommen zwei parallel verlaufende Streckengleise, dorthin führen ein Strecken- und ein Abstellgleis. In der anderen Richtung liegt westlich der Strecke ein weiteres Abstellgleis, das fast bis zur folgenden Station Boissière reicht. Beiderseits des U-Bahnhofs existieren einfache Gleiswechsel.
Die zwei Zugänge wurden von Hector Guimard im Jugendstil entworfen. Sie liegen beiderseits der Avenue Kléber, etwa in Höhe der dort einmündenden Avenue des Portugais.

## Fahrzeuge
Vor 1906 wurde der Streckenabschnitt der heutigen Linie 6 wegen der kurzen Bahnsteige der temporären Endstelle Passy nur von aus zweiachsigen Fahrzeugen gebildeten Vier-Wagen-Zügen befahren. Ab ca. 1910 folgten Züge der Bauart Sprague-Thomson. Im Juli 1974 wurde die Linie auf gummibereifte Fahrzeuge umgestellt, seitdem verkehrt dort die Baureihe MP 73. Seit Januar 2023 wird auch die Baureihe MP 89 CC auf der Linie 6 eingesetzt.